# Scarlett Mew Jensen
Scarlett Bee Mew Jensen (Londres, 31 de diciembre de 2001) es una deportista británica que compite en saltos de trampolín.
Participó en dos Juegos Olímpicos de Verano, en los años 2020 y 2024, obteniendo una medalla de bronce en París 2024, en la prueba de trampolín 3 m sincro (junto con Yasmin Harper).
Ganó cuatro medallas en el Campeonato Mundial de Natación entre los años 2023 y 2025.

## Palmarés internacional
| Juegos Olímpicos   | Juegos Olímpicos    | Juegos Olímpicos  | Juegos Olímpicos     |
| Año                | Lugar               | Medalla           | Prueba               |
| ------------------ | ------------------- | ----------------- | -------------------- |
| 2024               | París (Francia)     | Medalla de bronce | Trampolín 3 m sincro |
| Campeonato Mundial |                     |                   |                      |
| Año                | Lugar               | Medalla           | Prueba               |
| 2023               | Fukuoka (Japón)     | Medalla de plata  | Trampolín 3 m sincro |
| 2024               | Doha (Catar)        | Medalla de oro    | Equipo mixto         |
| 2024               | Doha (Catar)        | Medalla de bronce | Trampolín 3 m sincro |
| 2025               | Singapur (Singapur) | Medalla de plata  | Trampolín 3 m sincro |